# Borogojol
Borogojol is een bestuurslaag in het regentschap Majalengka van de provincie West-Java, Indonesië. Borogojol telt 3194 inwoners (volkstelling 2010).